# Optional Sampling Theorem
Das Optional Sampling Theorem (englisch) ist eine auf Joseph L. Doob zurückgehende wahrscheinlichkeitstheoretische Aussage. Eine populäre Version dieses Theorems besagt, dass es bei einem fairen, sich wiederholenden Spiel keine Abbruchstrategie gibt, mit der man seinen Gesamtgewinn verbessern kann.

## Ausgangssituation
Man betrachtet eine Menge {\displaystyle T} möglicher Zeitpunkte und eine Grundmenge {\displaystyle \Omega } möglicher Ergebnisse. Zu jedem Zeitpunkt {\displaystyle t\in T} liegt eine σ-Algebra {\displaystyle {\mathcal {A}}_{t}} auf {\displaystyle \Omega } vor, die für den Informationsstand zu diesem Zeitpunkt steht. Da die verfügbare Information im Zeitverlauf steigt, gelte {\displaystyle {\mathcal {A}}_{s}\subset {\mathcal {A}}_{t}} für {\displaystyle s<t}, das heißt {\displaystyle ({\mathcal {A}}_{t})_{t\in T}} ist eine Filtrierung auf {\displaystyle \Omega }. In Anwendungen liegt ein Wahrscheinlichkeitsraum {\displaystyle (\Omega ,{\mathcal {A}},P)} vor und es ist {\displaystyle {\mathcal {A}}_{t}\subset {\mathcal {A}}}.
Zu jedem Zeitpunkt {\displaystyle t} gebe es eine {\displaystyle {\mathcal {A}}_{t}}-messbare Zufallsgröße {\displaystyle X_{t}:\Omega \rightarrow \mathbb {R} }, das heißt, es liegt ein adaptierter stochastischer Prozess {\displaystyle (X_{t})_{t}} vor, {\displaystyle X_{t}} kann zum Beispiel für die Auszahlung eines Spiels zum Zeitpunkt {\displaystyle t} stehen. Weiter wird vorausgesetzt, dass {\displaystyle (X_{t})_{t}} ein Martingal ist; die definierende Bedingung {\displaystyle E(X_{t}|{\mathcal {A}}_{s})=X_{s}} für {\displaystyle s<t} drückt die Fairness des Spiels aus: die Prognose über die Auszahlung zum Zeitpunkt {\displaystyle t} unter der bei {\displaystyle s} vorliegenden Information ist genau die bei {\displaystyle s} gemachte Beobachtung {\displaystyle X_{s}}. Insbesondere stimmt der Erwartungswert {\displaystyle E(X_{t})} zum Zeitpunkt {\displaystyle t} mit dem anfänglichen Erwartungswert {\displaystyle E(X_{0})} überein.
Eine Stoppzeit ist eine Abbildung {\displaystyle \tau :\Omega \rightarrow T\cup \{\infty \}} mit {\displaystyle \{\omega \in \Omega :\,\tau (\omega )\leq t\}\in {\mathcal {A}}_{t}}. Dahinter steckt der Gedanke, den Prozess zum Zeitpunkt {\displaystyle \tau (\omega )} abzubrechen, was dann zum Ergebnis {\displaystyle X_{\tau (\omega )}(\omega )} führt, wobei {\displaystyle X_{\infty }} geeignet zu definieren ist. Ob man zum Zeitpunkt {\displaystyle t} abbricht, darf nur von den bis {\displaystyle t} vorliegenden Informationen abhängen, was die an {\displaystyle \tau } gestellte Messbarkeitsbedingung erklärt.
Es stellt sich nun die Frage, ob man durch Wahl einer geeigneten Stoppzeit ein besseres Ergebnis als {\displaystyle E(X_{0})} erhalten kann. Das Optional Sampling Theorem sagt aus, dass dies unter geeigneten Voraussetzungen nicht der Fall ist.

## Diskrete Version
Betrachtet man eine diskrete Abfolge von Zeitpunkten, so kann man dies durch {\displaystyle T=\mathbb {N} } modellieren. Die diskrete Version des Optional Sampling Theorems sagt aus:
- Sind {\displaystyle ({\mathcal {A}}_{n})_{n\in \mathbb {N} }} eine Filtrierung und {\displaystyle (X_{n})_{n}} ein adaptiertes Martingal auf {\displaystyle (\Omega ,{\mathcal {A}},P)} und ist {\displaystyle \tau :\Omega \rightarrow \mathbb {N} \cup \{\infty \}} eine Stoppzeit mit {\displaystyle P(\tau <\infty )=1}, {\displaystyle E(|X_{\tau }|)<\infty } und {\displaystyle \int _{\{\tau >n\}}|X_{n}|{\rm {d}}P\,{\stackrel {n\to \infty }{\longrightarrow }}\,0}, so gilt

{\displaystyle E(X_{\tau })\,=\,E(X_{0})}.
Die an {\displaystyle \tau } gestellten, technischen Voraussetzungen sind insbesondere für den realistischen Fall beschränkter Stoppzeiten erfüllt (man kann nicht ewig warten!).
Die Stopp-Strategie, beim Roulette immer auf rot zu setzen, mit einem Euro beginnend jedes Mal den Einsatz zu verdoppeln und beim ersten Auftreten von rot abzubrechen, erfüllt nicht diese technischen Bedingungen. Man hat hier allerdings die unrealistische Situation einer unbeschränkten Stoppzeit mit exponentiell wachsenden Einsätzen (am „Ende“ gewinnt man insgesamt einen Euro).
Die folgende Verschärfung für beschränkte Stoppzeiten wird ebenfalls als Optional Sampling Theorem bezeichnet:
- Sind {\displaystyle ({\mathcal {A}}_{n})_{n\in \mathbb {N} }} eine Filtrierung und {\displaystyle (X_{n})_{n}} ein adaptiertes Submartingal auf {\displaystyle (\Omega ,{\mathcal {A}},P)} und sind {\displaystyle \sigma ,\tau :\Omega \rightarrow \mathbb {N} } beschränkte Stoppzeiten mit {\displaystyle \sigma \leq \tau }, so gilt

{\displaystyle X_{\sigma }\,\leq \,E(X_{\tau }|{\mathcal {A}}_{\sigma })}.
Dabei ist {\displaystyle {\mathcal {A}}_{\sigma }} die sogenannte σ-Algebra der σ-Vergangenheit. Setzt man speziell {\displaystyle \sigma =0}, so ist sicher {\displaystyle \sigma \leq \tau } und es folgt {\displaystyle X_{0}\leq E(X_{\tau }|{\mathcal {A}}_{0})} und nach Anwendung des Erwartungswerts {\displaystyle E(X_{0})\leq E(X_{\tau })}. Im Falle von Martingalen kann man dieses Argument auch auf {\displaystyle (-X_{n})_{n}} anwenden, und man erhält die Aussage des erstgenannten Satzes für beschränkte Stoppzeiten.
- Sind {\displaystyle ({\mathcal {A}}_{n})_{n\in \mathbb {N} }} eine Filtrierung und {\displaystyle (X_{n})_{n}} ein adaptiertes Martingal auf {\displaystyle (\Omega ,{\mathcal {A}},P)} und sind {\displaystyle \sigma ,\tau :\Omega \rightarrow \mathbb {N} } beschränkte Stoppzeiten mit {\displaystyle \sigma \leq \tau }, so gilt

{\displaystyle X_{\sigma }\,=\,E(X_{\tau }|{\mathcal {A}}_{\sigma })}.
Das ergibt sich sofort aus obiger Ungleichung, denn ist {\displaystyle X} ein Martingal, so sind {\displaystyle X} und {\displaystyle -X} Submartingale.

## Kontinuierliche Version
Im zeitkontinuierlichen Fall, der durch {\displaystyle T=[0,\infty )} modelliert wird, sind weitere technische Voraussetzungen zu stellen, die es erlauben, den Beweis auf den diskreten Fall zurückzuführen. Analog zum diskreten Fall gelten die folgenden beiden Sätze, die ebenfalls als Optional Sampling Theorem bezeichnet werden.
- Sind {\displaystyle ({\mathcal {A}}_{t})_{t\in [0,\infty )}} eine Filtrierung und {\displaystyle (X_{t})_{t}} ein adaptiertes Martingal mit rechtsseitig stetigen Pfaden auf {\displaystyle (\Omega ,{\mathcal {A}},P)} und ist {\displaystyle \tau :\Omega \rightarrow [0,\infty ]} eine Stoppzeit mit {\displaystyle P(\tau <\infty )=1}, {\displaystyle E(|X_{\tau }|)<\infty } und {\displaystyle \int _{\{\tau >t\}}|X_{t}|{\rm {d}}P\,{\stackrel {t\to \infty }{\longrightarrow }}\,0}, so gilt

{\displaystyle E(X_{\tau })\,=\,E(X_{0})}.
- Sind {\displaystyle ({\mathcal {A}}_{t})_{t\in [0,\infty )}} eine Filtrierung und {\displaystyle (X_{t})_{t}} ein adaptiertes Submartingal mit rechtsseitig stetigen Pfaden auf {\displaystyle (\Omega ,{\mathcal {A}},P)} und sind {\displaystyle \sigma ,\tau :\Omega \rightarrow [0,\infty )} beschränkte Stoppzeiten mit {\displaystyle \sigma \leq \tau }, so gilt

{\displaystyle X_{\sigma }\,\leq \,E(X_{\tau }|{\mathcal {A}}_{\sigma })}.
- Sind {\displaystyle ({\mathcal {A}}_{t})_{t\in [0,\infty )}} eine Filtrierung und {\displaystyle (X_{t})_{t}} ein adaptiertes Martingal mit rechtsseitig stetigen Pfaden auf {\displaystyle (\Omega ,{\mathcal {A}},P)} und sind {\displaystyle \sigma ,\tau :\Omega \rightarrow [0,\infty )} beschränkte Stoppzeiten mit {\displaystyle \sigma \leq \tau }, so gilt

{\displaystyle X_{\sigma }\,=\,E(X_{\tau }|{\mathcal {A}}_{\sigma })}.

## Zum Namen
Insbesondere folgt aus dem Optional Sampling Theorem, dass für ein Martingal (bzw. Supermartingal) {\displaystyle (X_{n})_{n\in \mathbb {N} _{0}}}bzgl. {\displaystyle ({\mathcal {A}}_{n})_{n\in \mathbb {N} _{0}}} und eine Folge {\displaystyle (T_{\ell })_{\ell \in \mathbb {N} _{0}}} monoton wachsender beschränkter Stoppzeiten gilt, dass die „optional gesampelten“ Zufallsvariablen {\displaystyle (X_{T_{\ell }})_{\ell \in \mathbb {N} _{0}}} wieder ein Martingal (bzw. Supermartingal) bilden bzgl. {\displaystyle ({\mathcal {A}}_{T_{\ell }})_{\ell \in \mathbb {N} _{0}}}, was den Namen motiviert.